# Freeman Tilden

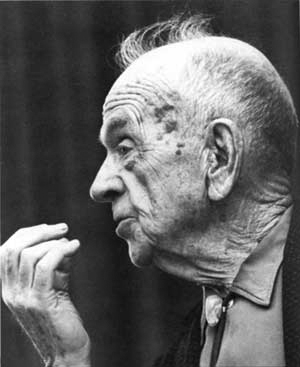
Freeman Tilden.

Freeman Tilden (22 de agosto de 1883-13 de mayo de 1980), escritor y periodista norteamericano, fue uno de los primeros profesionales en establecer los principios y teorías de la interpretación del patrimonio en su libro Interpreting Our Heritage (en español: Interpretando Nuestro Patrimonio) publicado en 1957.
Su trabajo en el Servicio de Parques Nacionales de Estados Unidos ha inspirado a generaciones de especialistas en interpretación del patrimonio de todo el mundo y continúa siendo una referencia mundial en la disciplina. Según el experto de interpretación temática, Sam H. Ham, la cita de Tilden en la página 38 de Interpretando Nuestro Patrimonio (que procede del manual administrativo del Servicio de Parques Nacionales de Estados Unidos) se ha convertido en uno de los conceptos más repetidos en la bibliografía internacional especializada en interpretación del patrimonio:

Through interpretation, understanding; through understanding, appreciation; through appreciation, protection.
A través de la interpretación, la comprensión; a través de la comprensión, la valoración; a través de la valoración, la protección.